# Blastobasis leucogonia
Blastobasis leucogonia é uma espécie de mariposa do gênero Blastobasis pertencente à família Coleophoridae.